# Winter van 1928-1929

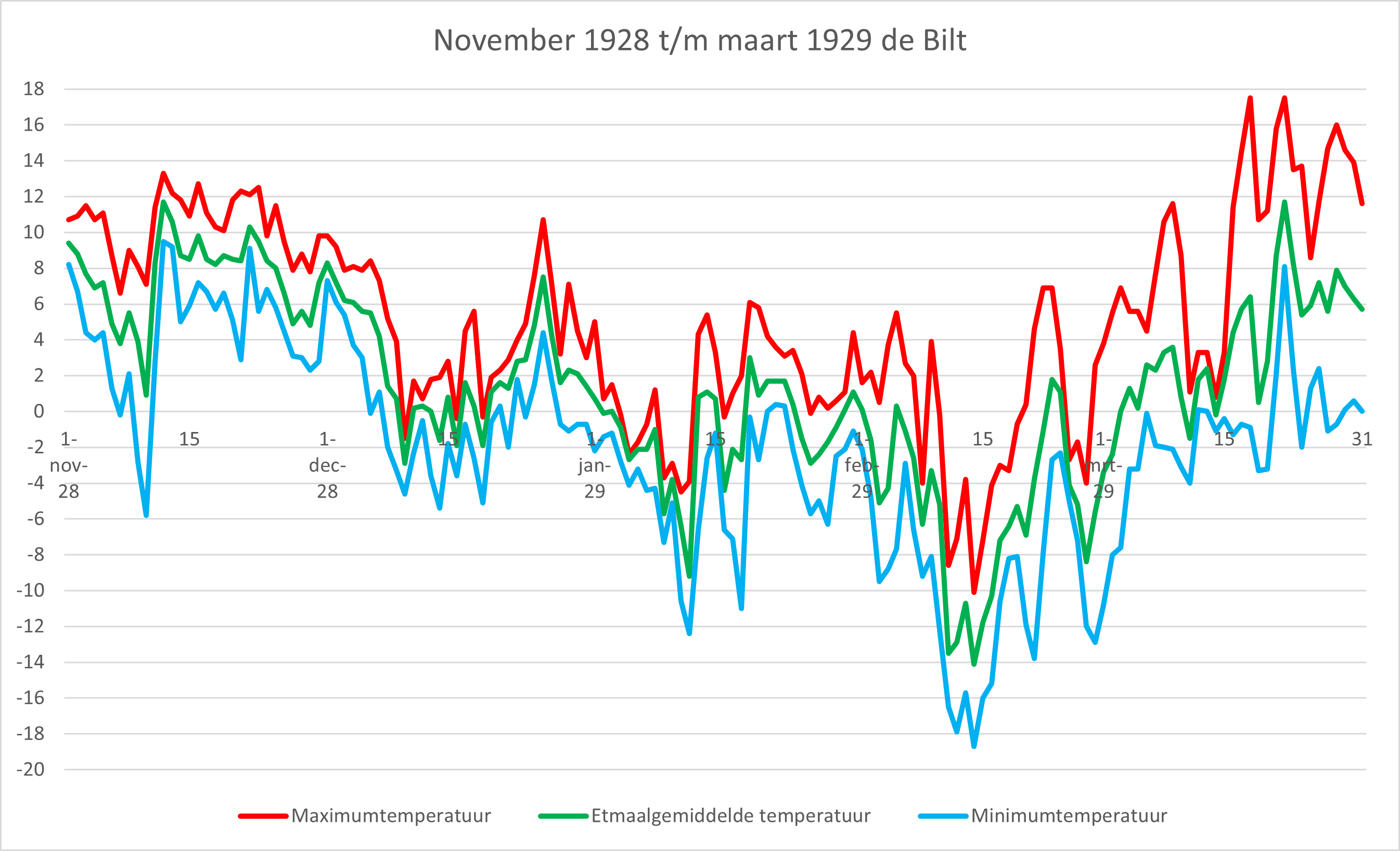
De periode november 1928 tot en met maart 1929 op weerstation de Bilt

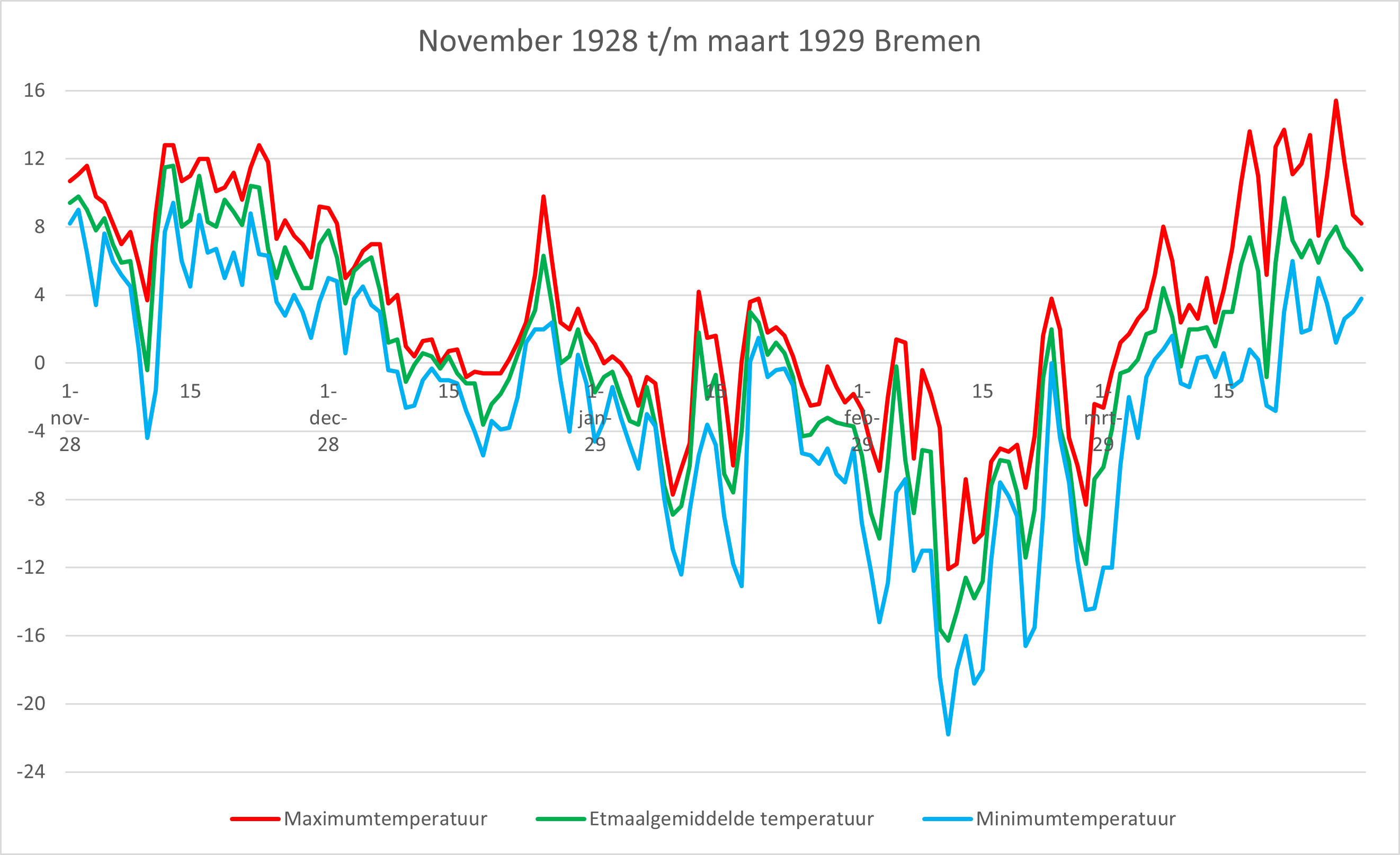
De periode november 1928 tot en met maart 1929 op weerstation Bremen

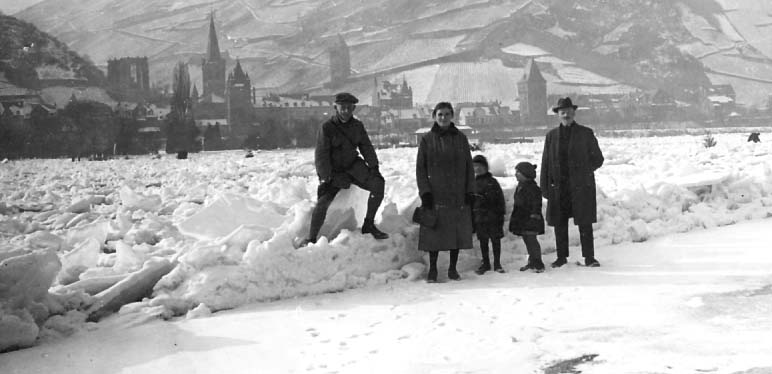
In 1929 op de Rijn in Bacharach

De winter van 1928-1929 was in Nederland en België de enige strenge winter tussen 1895 en 1940, en een van de koudste winters van de 20e eeuw. Het accent van deze winter lag, net als later ook in 1956, vooral op februari, al was in 1929 de kou toch iets gelijkmatiger over de gehele winter verdeeld. In De Bilt werd een gemiddelde temperatuur van -1,3°C en een koudegetal van 225,2 behaald, in Ukkel bedroeg de gemiddelde temperatuur -0,7 °C. In grote delen van Europa geldt de winter van 1929 zelfs als de koudste winter van de 20ste eeuw, ook daar met name door de strenge koudegolf in februari.

## Voorgeschiedenis
Nadat november 1928 zeer zacht en onstuimig verliep, was december een wat kwakkelige wintermaand. Tot ook maar enige serieuze vorst kwam het nog niet, hoewel er in De Bilt wel al twintig vorstdagen opgetekend werden. Na de jaarwisseling kwam het wel tot een eerste vorstperiode, die met een enkele onderbreking tot 18 januari duurde. Aan het einde van de maand kwam het opnieuw tot een koudere periode. Januari had in de Bilt 28 vorstdagen, waarvan het op 10 dagen tot matige, en op 3 dagen tot strenge vorst kwam. Tot en met januari was het al met al een – voor die tijd – vrij normale winter die misschien iets aan de koude kant was. Op de weerkaarten speelden zich ondertussen wel al zeer bijzondere zaken af: omstreeks 25 januari vormde zich boven de Noordpool een groot hogedrukgebied met een uitloper richting Siberië. Door de blijvend verhoogde luchtdruk boven het Poolgebied en Siberië begon deze ijskoude lucht zich vervolgens westwaarts te verplaatsen, richting Europa.

## De koudegolf
Op 1 februari bereikte de kou de Balkan, en vervolgens, op 2 februari, Italië. Dit had in die regio al meteen extreem winterweer tot gevolg, hoewel de koudste lucht zich nog altijd boven het noordwesten van Rusland bevond. Maar ook die bel koude lucht werd al snel op transport naar het westen gezet. Op 5 februari kreeg Polen al te maken met deze uitzonderlijk koude lucht. In heel Centraal-Europa lag toen al veel sneeuw, waardoor de kou zich vrij makkelijk kon handhaven, en zelfs verscherpen. De temperatuur daalde er op veel plekken tot beneden -35 °C. Op 10 en 11 februari overviel de enorme kou ook West-Europa, toen een klein lagedrukgebied over Frankrijk het Middellandse Zeegebied introk. In Nederland vroor het tussen 2 februari en 11 februari in de nachten geregeld matig, maar de temperatuur was overdag nog wel boven het vriespunt. 
In Nederland had de plotse kou-inval op 12 februari de Leidse Stadhuisbrand tot gevolg: men had de kachels door de plotse, zeer scherpe kou 's nachts gewoon laten branden, waardoor het gebouw vlam kon vatten en geheel uitbrandde. Uiteindelijk stond alleen nog de gevel overeind, die door het bevroren bluswater het uiterlijk van een ijspaleis had gekregen. Intussen werd in Friesland op dezelfde dag onder zware omstandigheden de Vierde Elfstedentocht verreden. De periode 11-16 februari was historisch koud: iedere dag vroor het ook in De Bilt zeer streng, en lag het etmaalgemiddelde beneden -10 °C. Op 14 februari bleef het er ook overdag streng vriezen, en dit alles bij een doorstaande oostenwind. Sneeuw lag er echter niet of nauwelijks. Vanaf de 17e werd de kou langzamerhand minder, maar mild was het allerminst. 
Vervolgens kende de koudegolf ook een vrij lange staart: op 1 maart vroor het 's nachts nog altijd streng. Pas in de loop van maart werd de vorst definitief verdreven, en lagen de temperaturen weer rond de normale waarden voor de tijd van het jaar. Maar nog altijd was de kou niet helemaal uit de lucht: ook april 1929 werd uiteindelijk een zeer koude maand.
Door de extreme kou in Europa en boven de Zwarte Zee raakte de Bosporus mede door de aanvoer van drijfijs van rivieren in delen van februari en maart bedekt met drijfijs. In februari 1954 gebeurde dit eveneens. In Istanbul was februari 1929 een van de koudste maanden van de meetreeks.
1683-1684 · 1708-1709 · 1715-1716 · 1728-1729 · 1739-1740 · 1754-1755 · 1756-1757 · 1759-1760 · 1762-1763 · 1783-1784 · 1784-1785 · 1788-1789 · 1794-1795 · 1798-1799 · 1799-1800 · 1802-1803 · 1804-1805 · 1813-1814 · 1819-1820 · 1822-1823 · 1829-1830 · 1837-1838 · 1840-1841 · 1844-1845 · 1846-1847 · 1854-1855 · 1870-1871 · 1890-1891 · 1894-1895 · 1916-1917 · 1928-1929 · 1939-1940 · 1940-1941 · 1941-1942 · 1946-1947 · 1955-1956 · 1962-1963 · 1978-1979 · 1984-1985 · 1995-1996